# ステュアート・パーキン

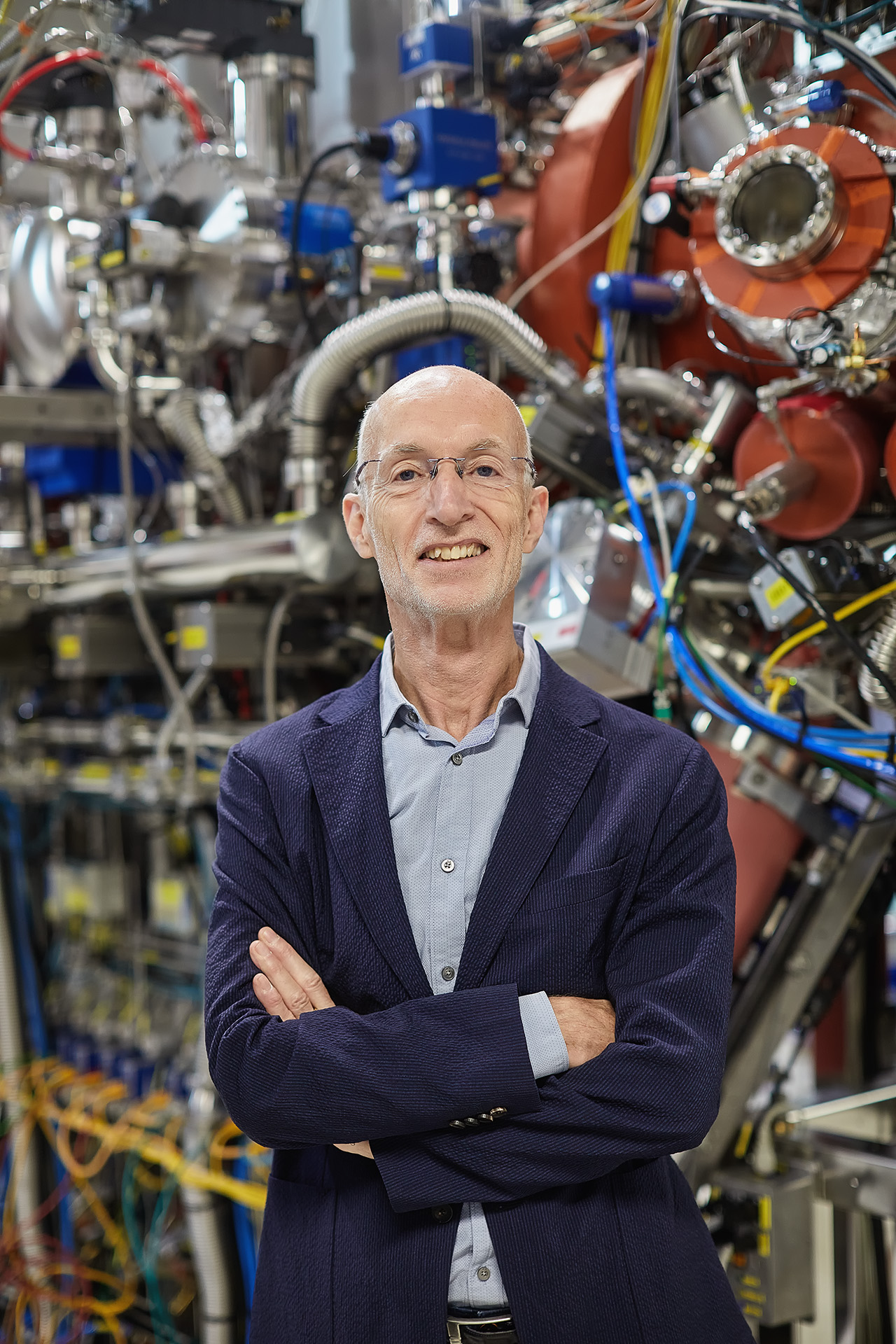
ステュアート・パーキン(2023年)

ステュアート・スティーブン・パプワース・パーキン（Stuart Stephen Papworth Parkin、1955年12月9日 - ）は、イギリスの実験物理学者。マルティン・ルター大学ハレ・ヴィッテンベルク教授、マックス・プランク微細構造物理学研究所教授。スピントロニクス技術の開発者である。

## 来歴
ワトフォード出身。1977年ケンブリッジ大学トリニティ・カレッジ卒業。1980年にケンブリッジ大学キャヴェンディッシュ研究所からPh.D.取得。1982年に企業研究員としてIBMに入社し、2007年には、シンガポール国立大学、国立台湾大学客員教授、ユニヴァーシティ・カレッジ・ロンドン名誉客員教授に任命された。2014年から現職。 2000年王立協会フェロー選出。

## 受賞歴
- 1994年 - ジェームス・C・マックグラディ新材料賞
- 1997年 - EPS欧州物理学賞
- 2004年 - フンボルト賞
- 2012年 - フォン・ヒッペル賞
- 2014年 - ミレニアム技術賞
- 2021年 - キング・ファイサル国際賞科学部門
- 2023年 - クラリベイト引用栄誉賞
- 2024年 - チャールズ・スターク・ドレイパー賞

## 参照
- Video on Stuart Parkin's research (Latest Thinking)
- IBM Researcher Bio for Stuart Parkin
- Stuart Parkin